# Tipula (Hesperotipula) millardi
Tipula (Hesperotipula) millardi is een tweevleugelige uit de familie langpootmuggen (Tipulidae). De soort komt voor in het Nearctisch gebied.